# Phrynobatrachus
Phrynobatrachus es un género de anfibios anuros con distribución en el África subsahariana. Es el único género dentro de la familia Phrynobatrachidae.

## Especies
Se reconocen las 89 siguientes según ASW:
- Phrynobatrachus acridoides (Cope, 1867)
- Phrynobatrachus acutirostris Nieden, 1912
- Phrynobatrachus africanus (Hallowell, 1858)
- Phrynobatrachus albifer (Ahl, 1924)
- Phrynobatrachus albolabris
- Phrynobatrachus albomarginatus de Witte, 1933
- Phrynobatrachus alleni Parker, 1936
- Phrynobatrachus annulatus Perret, 1966
- Phrynobatrachus anotis Schmidt & Inger, 1959
- Phrynobatrachus asper Laurent, 1951
- Phrynobatrachus auritus Boulenger, 1900
- Phrynobatrachus batesii (Boulenger, 1906)
- Phrynobatrachus bequaerti (Barbour & Loveridge, 1929)
- Phrynobatrachus breviceps Pickersgill, 2007
- Phrynobatrachus brevipalmatus (Ahl, 1925)
- Phrynobatrachus brongersmai Parker, 1936
- Phrynobatrachus bullans Crutsinger, Pickersgill, Channing & Moyer, 2004
- Phrynobatrachus calcaratus (Peters, 1863)
- Phrynobatrachus chukuchuku Zimkus, 2009
- Phrynobatrachus congicus (Ahl, 1925)
- Phrynobatrachus cornutus (Boulenger, 1906)
- Phrynobatrachus cricogaster Perret, 1957
- Phrynobatrachus cryptotis Schmidt & Inger, 1959
- Phrynobatrachus dalcqi Laurent, 1952
- Phrynobatrachus danko Blackburn, 2010
- Phrynobatrachus dendrobates (Boulenger, 1919)
- Phrynobatrachus dispar (Peters, 1870)
- Phrynobatrachus elberti (Ahl, 1925)
- Phrynobatrachus francisci Boulenger, 1912
- Phrynobatrachus fraterculus (Chabanaud, 1921)
- Phrynobatrachus gastoni Barbour & Loveridge, 1928
- Phrynobatrachus ghanensis Schiøtz, 1964
- Phrynobatrachus giorgii de Witte, 1921
- Phrynobatrachus graueri (Nieden, 1911)
- Phrynobatrachus guineensis Guibé & Lamotte, 1962
- Phrynobatrachus gutturosus (Chabanaud, 1921)
- Phrynobatrachus hieroglyphicus Rödel, Ohler & Hillers, 2010
- Phrynobatrachus horsti[2] Rödel, Burger, Zassi-Boulou, Emmrich, Penner & Barej, 2015
- Phrynobatrachus hylaios Perret, 1959
- Phrynobatrachus inexpectatus Largen, 2001
- Phrynobatrachus intermedius Rödel, Boateng, Penner & Hillers, 2009
- Phrynobatrachus irangi Drewes & Perret, 2000
- Phrynobatrachus jimzimkusi[3] Zimkus & Gvoždík, 2013
- Phrynobatrachus kakamikro Schick, Zimkus, Channing, Köhler & Lötters, 2010
- Phrynobatrachus keniensis Barbour & Loveridge, 1928
- Phrynobatrachus kinangopensis Angel, 1924
- Phrynobatrachus krefftii Boulenger, 1909
- Phrynobatrachus latifrons Ahl, 1924
- Phrynobatrachus leveleve Uyeda, Drewes & Zimkus, 2007
- Phrynobatrachus liberiensis Barbour & Loveridge, 1927
- Phrynobatrachus mababiensis FitzSimons, 1932
- Phrynobatrachus maculiventris Guibé & Lamotte, 1958
- Phrynobatrachus manengoubensis (Angel, 1940)
- Phrynobatrachus mayokoensis[2] Rödel, Burger, Zassi-Boulou, Emmrich, Penner & Barej, 2015
- Phrynobatrachus minutus (Boulenger, 1895)
- Phrynobatrachus nanus (Ahl, 1925)
- Phrynobatrachus natalensis (Smith, 1849)
- Phrynobatrachus njiomock[3] Zimkus & Gvoždík, 2013
- Phrynobatrachus ogoensis (Boulenger, 1906)
- Phrynobatrachus pakenhami Loveridge, 1941
- Phrynobatrachus pallidus Pickersgill, 2007
- Phrynobatrachus parkeri de Witte, 1933
- Phrynobatrachus parvulus (Boulenger, 1905)
- Phrynobatrachus perpalmatus Boulenger, 1898
- Phrynobatrachus petropedetoides Ahl, 1924
- Phrynobatrachus phyllophilus Rödel & Ernst, 2002
- Phrynobatrachus pintoi Hillers, Zimkus & Rödel, 2008
- Phrynobatrachus plicatus (Günther, 1858)
- Phrynobatrachus pygmaeus (Ahl, 1925)
- Phrynobatrachus rainerguentheri[4]  Rödel, Onadeko, Barej & Sandberger, 2012
- Phrynobatrachus rouxi  (Nieden, 1913)
- Phrynobatrachus rungwensis  (Loveridge, 1932)
- Phrynobatrachus ruthbeateae[5]  Rödel, Doherty-Bone, Kouete, Janzen, Garrett, Browne, Gonwouo, Barej & Sandberger, 2012
- Phrynobatrachus sandersoni  (Parker, 1935)
- Phrynobatrachus scapularis  (De Witte, 1933)
- Phrynobatrachus scheffleri  (Nieden, 1911)
- Phrynobatrachus schioetzi[6]  Blackburn & Rödel, 2011
- Phrynobatrachus steindachneri Nieden, 1910
- Phrynobatrachus sternfeldi (Ahl, 1924)
- Phrynobatrachus stewartae Poynton & Broadley, 1985
- Phrynobatrachus sulfureogularis Laurent, 1951
- Phrynobatrachus taiensis Perret, 1988
- Phrynobatrachus tokba (Chabanaud, 1921)
- Phrynobatrachus ukingensis (Loveridge, 1932)
- Phrynobatrachus ungujae Pickersgill, 2007
- Phrynobatrachus uzungwensis Grandison & Howell, 1983
- Phrynobatrachus versicolor Ahl, 1924
- Phrynobatrachus villiersi Guibé, 1959
- Phrynobatrachus vogti Ahl, 1924
- Phrynobatrachus werneri (Nieden, 1910)